# (13500) Viscardy
(13500) Viscardy est un astéroïde de la ceinture principale.
Il a été ainsi baptisé en hommage à Georges Viscardy, astronome amateur français, à qui l'on doit, notamment, la publication d'un atlas photographique de la Lune.